# كريستيان غونزاليس (لاعب كرة قدم أوروغواياني)
كريستيان غونزاليس (بالإسبانية: Cristian González Aidinovich)‏ هو لاعب كرة قدم أوروغواياني، ولد في 19 ديسمبر 1976 في Atlántida, Uruguay ‏ في الأوروغواي. شارك مع منتخب الأوروغواي لكرة القدم. أما مع النوادي، فقد لعب مع بنيارول وبيتار القدس وديفينسور سبورتينغ وريفر بليت ونادي لاس بالماس ونادي ليفربول ونادي مكابي تل أبيب.

## وصلات خارجية
- كريستيان غونزاليس على موقع قاعدة بيانات كرة القدم.إي يو (الإنجليزية)
- كريستيان غونزاليس على موقع ناشيونال فوتبول تيمز (الإنجليزية)
- كريستيان غونزاليس على موقع Soccerway.com (الإنجليزية)